# Plagiodontia ipnaeum
Plagiodontia ipnaeum é uma espécie de roedor da família Capromyidae. Era endêmica da ilha de Hispaniola, sendo seus restos subfósseis apenas encontrados na província de Samana, na República Dominicana.